# Kostandin Berati
Kostandin Berati vagy Kostë Berati (1745 körül – 1825 körül) albán népi író.
Berat városában volt ortodox pap, de egyes feltételezések szerint csupán álnév, és nem tudni, kit is takar pontosan. Egy páratlan értékű, 154 oldalas, 1764 és 1822 között vezetett füzet kötődik a nevéhez. A kéziratot a tiranai Nemzeti Könyvtárban őrzik, és Kodiku i Kostandinit nga Berati (’A berati Kostandin jegyzéke’) néven ismert. A hol görög, hol albán nyelven, de végig cirill betűkkel írt füzetben Berat 1764 és 1789 közötti krónikája, bibliai és ortodox liturgikus szövegek, egy tizennégy soros vallásos költemény Szűz Máriáról, és egy 1710 tételes görög–albán szószedet található.